# Мурцалис (Удине)
Мурцалис је насеље у Италији у округу Удине, региону Фурланија-Јулијска крајина.
Према процени из 2011. у насељу је живело 55 становника. Насеље се налази на надморској висини од 955 м.